# Rudolf von Stillfried-Rattonitz

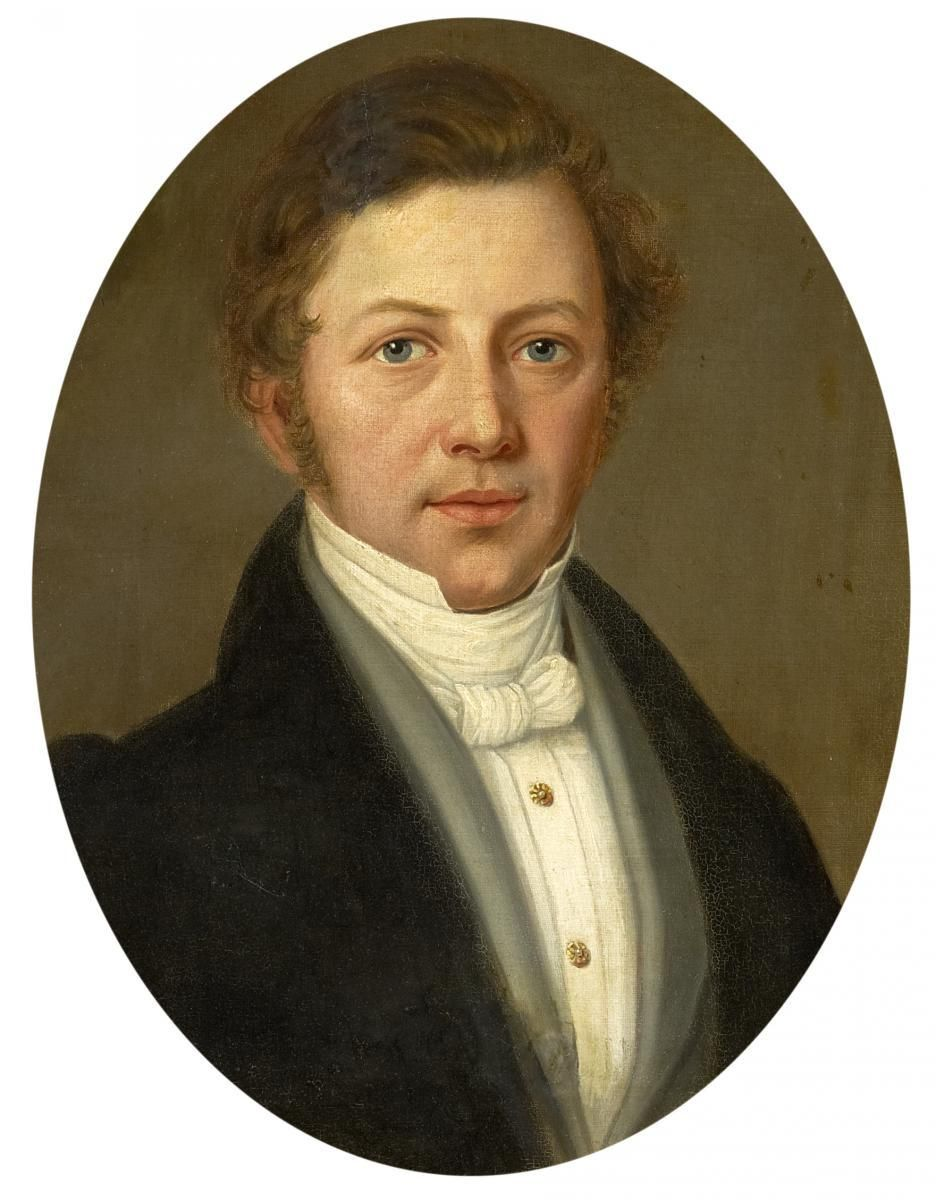
Rudolf von Stillfried-Rattonitz

Rudolf Maria Bernhard von Stillfried-Rattonitz, ab 1861 Graf von Alcantara (auch Stillfried-Alcantra; * 14. August 1804 in Hirschberg im Riesengebirge; † 9. August 1882 auf Schloss Silbitz in Silbitz, Kreis Nimptsch, Provinz Schlesien) war ein preußischer Historiker, Heraldiker und Hofbeamter.

## Leben

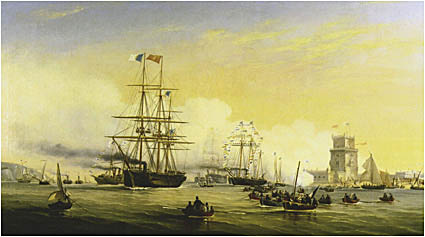
Die Ankunft Stephanies von Hohenzollern in Portugal 1858 (Gemälde von João Pedroso), im Hintergrund die Torre de Belém

Er entstammte dem alten, ursprünglich böhmischen Adelsgeschlecht Stillfried-Rattonitz, das sich in mehrere Linien spaltete. Seine Eltern waren Karl Maria Ignaz von Stillfried-Rattonitz (1759–1846) und Theresia von Rottenberg-Endersdorf (1763–1822). Rudolf von Stillfried war katholischer Konfession. Nach einem Gymnasiumsbesuch in Breslau folgten ab 1819 die Ritterakademie Liegnitz und der Besuch eines katholischen Gymnasiums in Koblenz. Zwischen 1824 und 1830 absolvierte Stillfried ein Studium der Rechtswissenschaften an der Universität Breslau.
Anfangs arbeitete er für kurze Zeit in der staatlichen Verwaltung. Danach begründete er, von Friedrich Wilhelm IV. an den Hof gezogen und 1840 zum Zeremonienmeister ernannt, das Königliche Hausarchiv. Von 1852 bis 1868 war er dessen Leiter. In diesem Zusammenhang fungierte von Stillfried als Herausgeber der Altertümer und Kunstdenkmale des Hauses Hohenzollern (ab 1838) und der Monumenta Zollerana (1840). Außerdem war er Berater des Königs bei der Restaurierung bzw. Rekonstruktion historischer Gebäude wie der Burg Hohenzollern oder der Klosterkirche zu Heilsbronn. 1843 wurde er Gründungsmitglied der Numismatischen Gesellschaft zu Berlin.
Seit 1853 bekleidete er das Amt eines Oberzeremonienmeisters. Außerdem war er seit 1854 Vorstandsmitglied im Heroldsamt. Im Jahr 1856 wurde von Stillfried zum Wirklichen Geheimen Rat und zum Mitglied der General-Ordens-Kommission ernannt.
Er begleitete Stephanie von Hohenzollern und ihren Bruder Leopold als Oberzeremonienmeister nach Lissabon, wo sie am 18. Mai 1858 König Peter V. von Portugal (regierte von 1853 bis 1861) aus dem Hause Sachsen-Coburg und Gotha heiratete. Noch im selben Jahr wurde er zum Granden erster Klasse mit dem Titel eines Grafen von Alcantara erhoben.
Am 11. Juni 1859 heiratete er die verwitwete Caroline Freifrau von Wimmersberg geb. Gräfin von Mettich, die neben anderen Besitzungen auch das Schloss Silbitz bei Nimptsch in die Ehe einbrachte.
Im Jahr 1861 war von Stillfried Organisator der Krönung Wilhelms I. und wurde im selben Jahr zum preußischen Grafen ernannt. Daneben war er Ehrenmitglied der Preußischen Akademie der Wissenschaften. 1879 wurde er Ritter des preußischen Schwarzer Adlerordens.

## Familie
Stillfried heiratete am 4. Juni 1827 in Brieg Maria Rosa Josepha Kunigunde von Köckritz und Friedland (* 3. April 1799; † 13. Dezember 1837) aus dem Haus Sürchen in Schlesien. Das Paar hatte mehrere Kinder:
- Heinrich Maria Leopold Wenceslaus Ignaz (* 28. September 1828), Ehrenritter des Malteserordens, preußischer Rittmeister a. D. und Landstallmeister zu Leubus bei Parchwitz ⚭ 18. Oktober 1862 Gräfin Marianna von Ingenheim (* 17. Juli 1831), Ehrendame des königlich-bayerischen Theresien-Ordens, Tochter von Gustav Adolf Wilhelm von Ingenheim
- Georg Maria (* 28. Dezember 1835), Ehrenritter des Malteser Ordens; Dr. jur.; preußischer Hauptmann a. D. und Regierungsrat in Liegnitz ⚭ 6. Juni 1872 Sophie Auguste Caroline Ida Tillgner von Sebottendorf (* 16. Mai 1843)

Nach dem Tod seiner ersten Frau heiratete er am 30. November 1839 in Wien die Gräfin Maria Gabriele Wallis von Carrighmain (* 8. November 1802; † 7. Januar 1858); sie war Ehrendame des königlich-bayerischen Theresienordens. Das Paar hatte einen Sohn:
- Paul Franz de Paula Maria (* 5. August 1842; † 23. Juli 1910), Erbherr des Fideikommis Buchwald und Barge im Kreis Sagan, Ehrenritter des Malteser Ordens, preußischer Hauptmann ⚭ 21. Juni 1868 Gräfin Pia Hedwig Schaffgotsch genannt Semperfrei von und zu Kynast und Greiffenstein (* 31. August 1847; † 7. Juni 1893)

Nach dem Tod seiner zweiten Frau heiratete er am 11. Juni 1859 in Breslau die Gräfin Caroline Anna Franzisca Agnes von Mettich, verwitwete Freifrau von Wimmersperg (* 11. Juni 1815; † 31. Mai 1865); sie war Erbfrau auf Silbitz und Strachau bei Nimptsch sowie Dame des Malteser- und des königlich-bayerischen Theresien-Ordens.
Seine Nachfahren sind die Kinder seines Enkels Franz Graf Stillfried-Mettich (* 15. Oktober 1880; † 11. März 1954), verheiratet mit Maria Gräfin Strachwitz von Groß Zauche und Camminetz. Diese lebten in Bayern, Württemberg, Kolumbien und den USA.

## Schriften

### Die Monumenta Zollerana

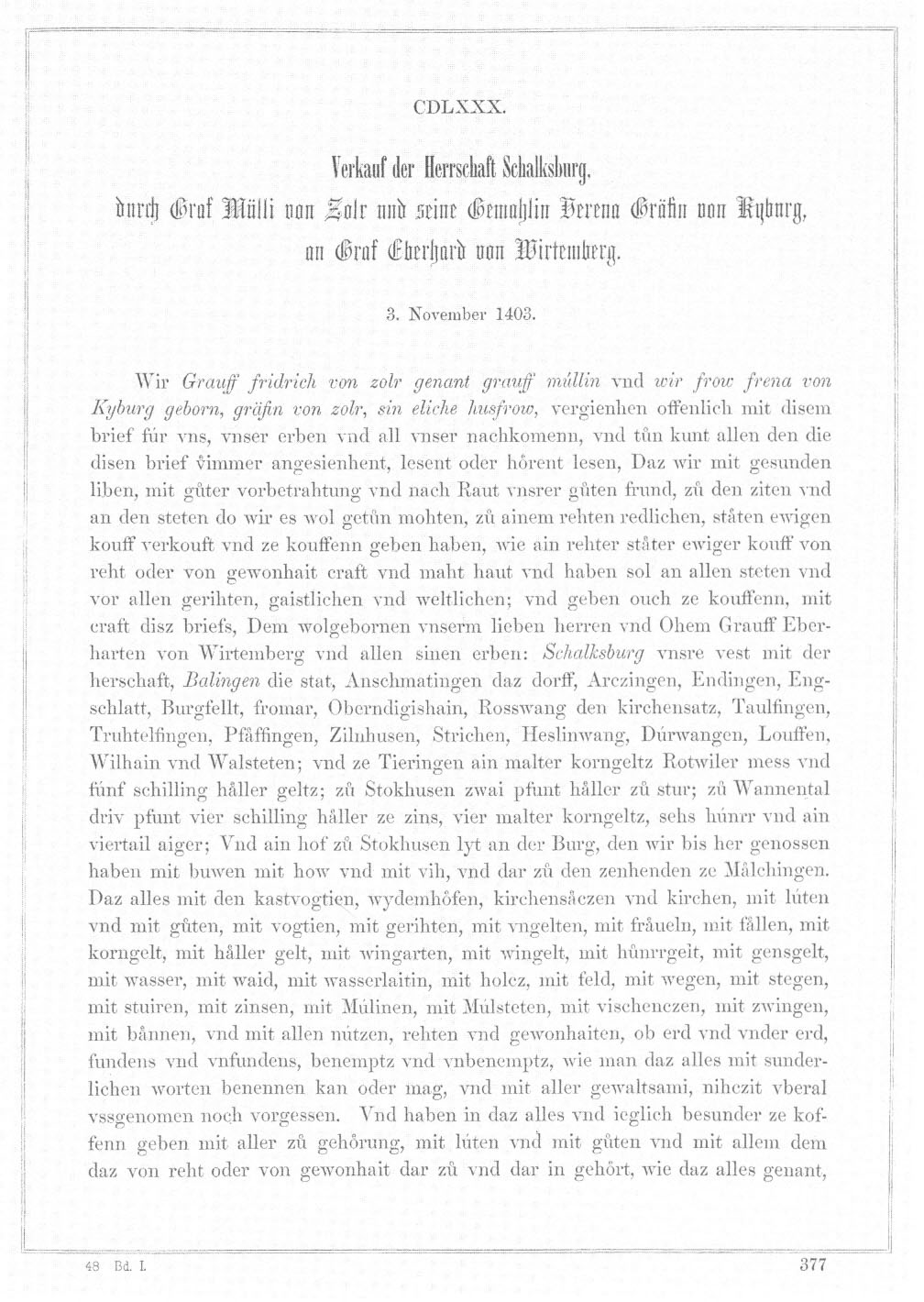
Verkaufsurkunde der Herrschaft Zollern-Schalksburg vom 3. November 1403 in den Monumenta Zollerana

Stillfried hielt sich 1833/1834 in Berlin auf und wurde von Friedrich Wilhelm IV. beauftragt, die Geschichte der Hohenzollern zu erforschen. Die Dokumente über das Adelsgeschlecht waren in den deutschen Staaten verteilt. Stillfried sollte diese im Original bzw. als Abschrift erwerben. Die Bemühungen führten zum Werk Monumenta Zollerana, das die Urkunden des Hauses enthält. Auch wurden Dokumente in dem neu gegründeten Königlichen Hausarchiv aufbewahrt. Später wurde das Werk mit dem Mitautor Traugott Märker überarbeitet. Die Tätigkeit dauerte mehrere Jahre. Insbesondere den bayerischen Archiven konnten Informationen über die Burggrafen von Nürnberg entnommen werden. Die Urgeschichte der Hohenzollern, soweit die Dokumente noch vorhanden waren, wurde urkundlich festgestellt. 1847 erschienen zudem die Hohenzollerschen Forschungen.
Das Werk bestand aus folgenden Bänden:
- Band 1: Urkunden der schwäbischen Linie 1095–1418 (1852) Digitalisat
- Band 2: Urkunden der fränkischen Linie 1235–1332 (1856) Digitalisat
- Band 3: Urkunden der fränkischen Linie 1332–1363 (1857) Digitalisat
- Band 4: Urkunden der fränkischen Linie 1363–1378 (1858) Digitalisat
- Band 5: Urkunden der fränkischen Linie 1378–1398 (1859) Digitalisat
- Band 6: Urkunden der fränkischen Linie 1398–1411 (1860) Digitalisat
- Band 7: Urkunden der fränkischen Linie 1411–1417 (1861) Digitalisat
- Band 8: Ergänzungen und Berichtigungen zu Bd. 2–7 (1866) Digitalisat
- Band 9: Register zu Bd. 2–7 der Monumenta Zollerana (1856) Digitalisat

### Das Stillfried-Faksimile des Grünenberg-Wappenbuchs
Das sogenannte Stillfried-Faksimile des Grünenberg-Wappenbuchs wurde von ihm und Adolf Matthias Hildebrandt 1875–84 herausgegeben. Das Grünenberg-Wappenbuch diente als bedeutende stilistische Vorlage der romantisch „erneuerten“ Heraldik. Die Reihenfolge der Blätter des Stillfried-Faksimile weicht von der Vorlage ab, auch einige Wappen werden anders als im Original dargestellt.

### Weitere Schriften
- Friedrich Wilhelm III., König von Preußen, das Wappen seines Reiches, und die Stammburg seiner Väter. Eine kurzgefaßte biographosch-genealogisch-historische Darstellung, nebst einem wohlgetroffenen Bildnisse Sr. Majestät (nach Krüger), einer Zeichnung vom neusten königlich preußischen Wappen und einer Abbildung des Schlosses Hohenzollern (nach Rösel). Berlin 1835 (Digitalisat).
- Altertümer und Kunstdenkmale des Hauses Hohenzollern. 2 Foliobände, Berlin 1838–1867.
- Geschichte der Burggrafen von Nürnberg. Görlitz 1843.
- Der Schwanenorden. Halle 1844. (Digitalisat)
- Beiträge zur Geschichte des schlesischen Adels. 2 Hefte, Berlin 1860–1864.
- Stammtafel des Gesamthauses Hohenzollern. 6 Blatt, Berlin 1869, Neuausgabe 1879.
- Liste der Ritter des Königlich Preußischen Hohen Ordens vom Schwarzen Adler, R. v. Decker, Berlin 1871, Digitalisat
- Hohenzollern. Beschreibung und Geschichte der Burg. Nürnberg 1871.
- Friedrich Wilhelm III. und seine Söhne. Berlin 1874.
- Die Attribute des neuen Deutschen Reichs. 3. Auflage, Berlin 1882. Digitalisat (Berlin 1872)
- Die Titel und Wappen des preußischen Königshauses. Berlin 1875.
- Kloster Heilsbronn. Ein Beitrag zu den Hohenzollerischen Forschungen. Berlin 1877.
- Die älteren Siegel und das Wappen der Grafen von Zollern, so wie der Zollernschen Burggrafen zu Nürnberg. Moeser, Berlin 1881. Digitalisat
- Herausgegeben mit Bernhard Kugler: Die Hohenzollern und das deutsche Vaterland. 2 Bände, 3. Auflage, München 1884.
- Herausgegeben mit Siegfried Hänle: Das Buch vom Schwanenorden. München 1881.
- Die Tagebücher des preußischen Hof- und Staatsbeamten Rudolf Graf von Stillfried-Alcántara 1827 bis 1882. Eine historisch-kritische Edition. Herausgegeben von Joachim Bahlcke und Roland Gehrke. 5 Teilbände. Berlin 2023, ISBN 978-3-428-19014-0.